# Museu Histórico Nacional da Argentina
O Museu Histórico Nacional da Argentina localiza-se no bairro de San Telmo na cidade de Buenos Aires, capital da República Argentina. Seu acervo é dedicado à história argentina e exibe objetos relacionados à Revolução de Maio e à Guerra de Independência do país.

## História
O museu, que primeiro foi chamado Museo Histórico de la Capital, foi criado pelo Intendente Francisco Seeber em 24 de maio de 1889. Adolfo Carranza foi designado diretor do museu que só seria inaugurado no dia 15 de fevereiro de 1891, em um terreno pertencente ao governo nacional. Parte da coleção provinha de descendentes dos homens importantes da Revolución de Maio e da Guerra de Independência, com os quais Carranza tinha se comunicado para pedir-lhes que doassem. A outra parte provinha do Museo Público, instituição formada em 1822 por Bernardino Rivadavia que por disposições oficiais viu-se obrigada a doar os objetos.
Porém, os objetos exibidos ultrapassavam o âmbito municipal e, por isso, passou a chamar-se Museo Histórico Nacional. O museu antigamente encontrava-se em um terreno do governo nacional localizado na Avenida Santa Fe, 3951; onde atualmente funciona o Jardim Botânico. Em 1897, quando o município de Buenos Aires fez-se responsável pelos terrenos vendidos por Ángela Álzaga de Lezama (atual Parque Lezama), o museu é transferido para a mansão que neles se encontrava, ficando o Jardín Botánico sob responsabilidade do município e o Museu Histórico, da nação.
Em 1997, a sede do museu, situada na rua Defensa, 1652; foi declarada monumento histórico nacional.

## Patrimônio
Entre outros podem ser vistos o monóculo de Beresford e o sabre de San Martín, o relógio de Belgrano e a bandeira da Batalha de Ayohuma, o óleo de Prilidiano Pueyrredón que mostra a Manuelita Rosas, a cama de Rafael de Sobremonte, o uniforme de Macacha Güemes, os óleos de Cándido López sobre a Guerra do Paraguai, a capa de Bartolomé Mitre. Boa parte do relato do século XIX argentino encontra-se aqui.